# MOMO en de tijdspaarders (opera)
MOMO en de tijdspaarders in een opera in het Deens in twee acten door Svitlana Azarova. Het libretto, gebaseerd op het kinderboek Momo en de tijdspaarders van Michael Ende, is geschreven door Anna Bro.

## Achtergrond
De opera werd geschreven  in 2015 en 2016 in opdracht van de Koninklijke Deense Opera en beleefde de wereldpremière op 15 oktober 2017.

## De uitvoering bij de première van de opera

### Personeel
- Dirigent: Anna-Maria Helsing
- Instructeur: Elisabeth Linton
- Scenografie en kostuums: Palle Steen Christensen
- Licht: Ulrik Gad
- Choreograaf: Sara Ekman
- Dramaturg: Louise Nabe
- Koormeesters: Denis Segond en Ole Faurschou

### Rollen
| Rol                               | Stem                             | Première, 15 oktober 2017.       | Stemmen 21 oktober 2017          |
| --------------------------------- | -------------------------------- | -------------------------------- | -------------------------------- |
| Momo                              | sopraan                          | Anke Briegel                     | Anke Briegel                     |
| Beppo                             | bariton                          | Sten Byriel                      | Sten Byriel                      |
| Gigi                              | contratenor                      | Morten Grove Frandsen            | Morten Grove Frandsen            |
| Master Ora                        | bariton                          | Palle Knudsen                    | Palle Knudsen                    |
| Fusi                              | tenor                            | Jens Christian Tvilum            | Jens Christian Tvilum            |
| Nino                              | bariton                          | Morten Staugaard                 | Morten Staugaard                 |
| Liliana                           | mezzosopraan                     | Hanne Fisher                     | Hanne Fisher                     |
| Nicola                            | bas                              | Simon Duus                       | Simon Duus                       |
| Leider van de Grijze Heren        | Acteur                           | Ole Lemmeke                      | Ole Lemmeke                      |
| Agent blw/553/c                   | tenor                            | Gert Henning-Jensen              | Gert Henning-Jensen              |
| Agent xyq/384/b                   | bariton                          | Andreas Landin                   | Andreas Landin                   |
| Bibi girl                         | coloratuursopraan                | Sofie Elkjær Jensen              | Sofie Elkjær Jensen              |
| Assistente 1                      | sopraan                          | Karen Dinitzen                   | Karen Dinitzen                   |
| Assistente 2                      | mezzosopraan                     | Helle Fabricius Grarup           | Helle Fabricius Grarup           |
| Grijze Heer 1                     | tenor                            | Lars Bo Ravnbak                  | Lukas Norbel                     |
| Grijze Heer 2                     | bas                              | Rasmus Ruge                      | Johann Domwald                   |
| Grijze Heer 3                     | mezzosopraan                     | Pia Rose Hansen                  | Trunte Aaboe                     |
| Grijze Heer 4                     | mezzosopraan                     | Henriette Elmar                  | Sasse Flodgaard                  |
| Politieman                        | bas                              | Martin Christopher Briody        | Martin Christopher Briody        |
| Cassiopeia (mechanisch schildpad) | Bestuurd door Anna Dyrby         | Bestuurd door Anna Dyrby         |                                  |
| Maria Paolo Dede Claudio Franco   | Zangers van Sankt Annæ Gymnasium | Zangers van Sankt Annæ Gymnasium | Zangers van Sankt Annæ Gymnasium |
| Kinderkoor                        | Koor van Sankt Annæ Gymnasium    | Koor van Sankt Annæ Gymnasium    |                                  |
| Mix koor                          | Koninklijke Deense Opera Koor    | Koninklijke Deense Opera Koor    |                                  |

## Instrumenten
- Houtblazers: piccolo, 2 fluitjes, 2 hobo's, Engelse hoorns, 2 B-dur klarinetten, B-dur basklarinet, 2 fagotten, contrafagot
- Koperblazers: 4 hoorns in F, 3 trompetten in B-dur, 3 fagotten, tuba
- Percussie (3 spelers) 1: opgehangen crotales in f #, windgame, pauken; 2: opgehangen bekken (rechts), piccolo drum, snare drum, 4 rototoms, taiko / buk (medium), grote trommel; 3: vibrafoon, 4 tom-toms, taiko / buk (laag), grote drum, gong, groot hangend donderslag
- Strijkers: eerste violen, tweede violen, viool, cello, contrabas

## Galerij

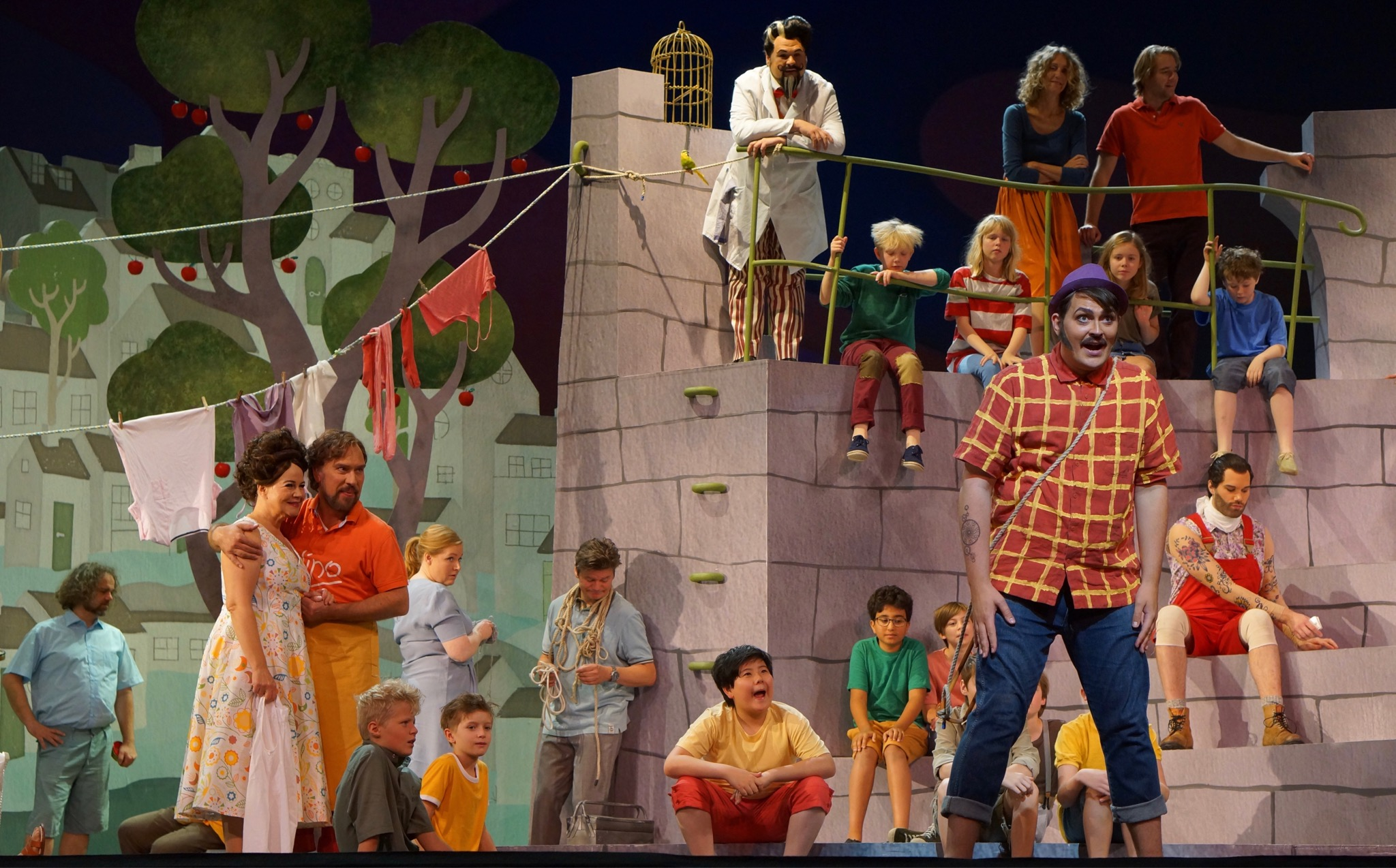
Gigi in het amphitheater
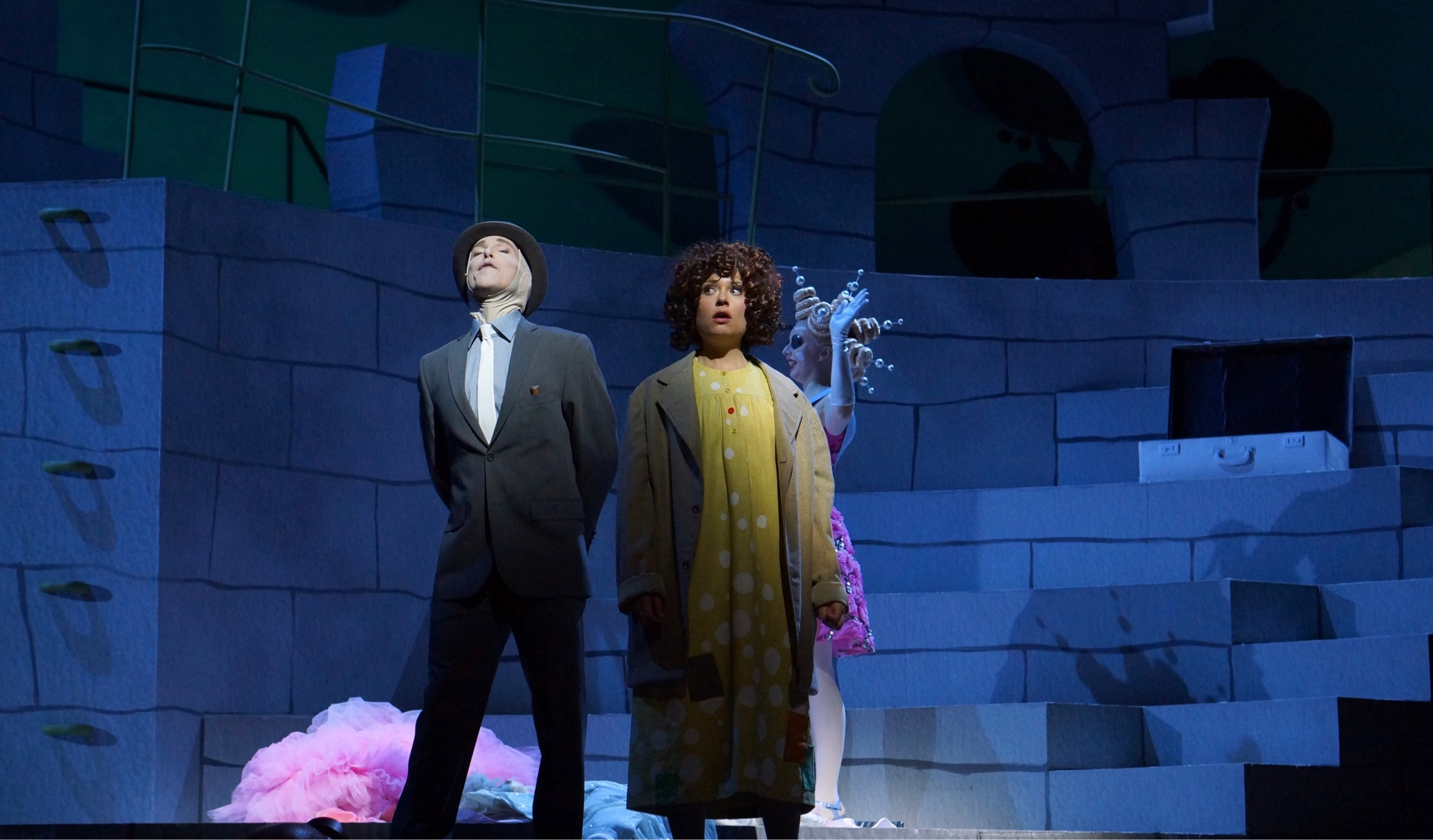
Agent blw/553/c, Momo en Bibi Girl.
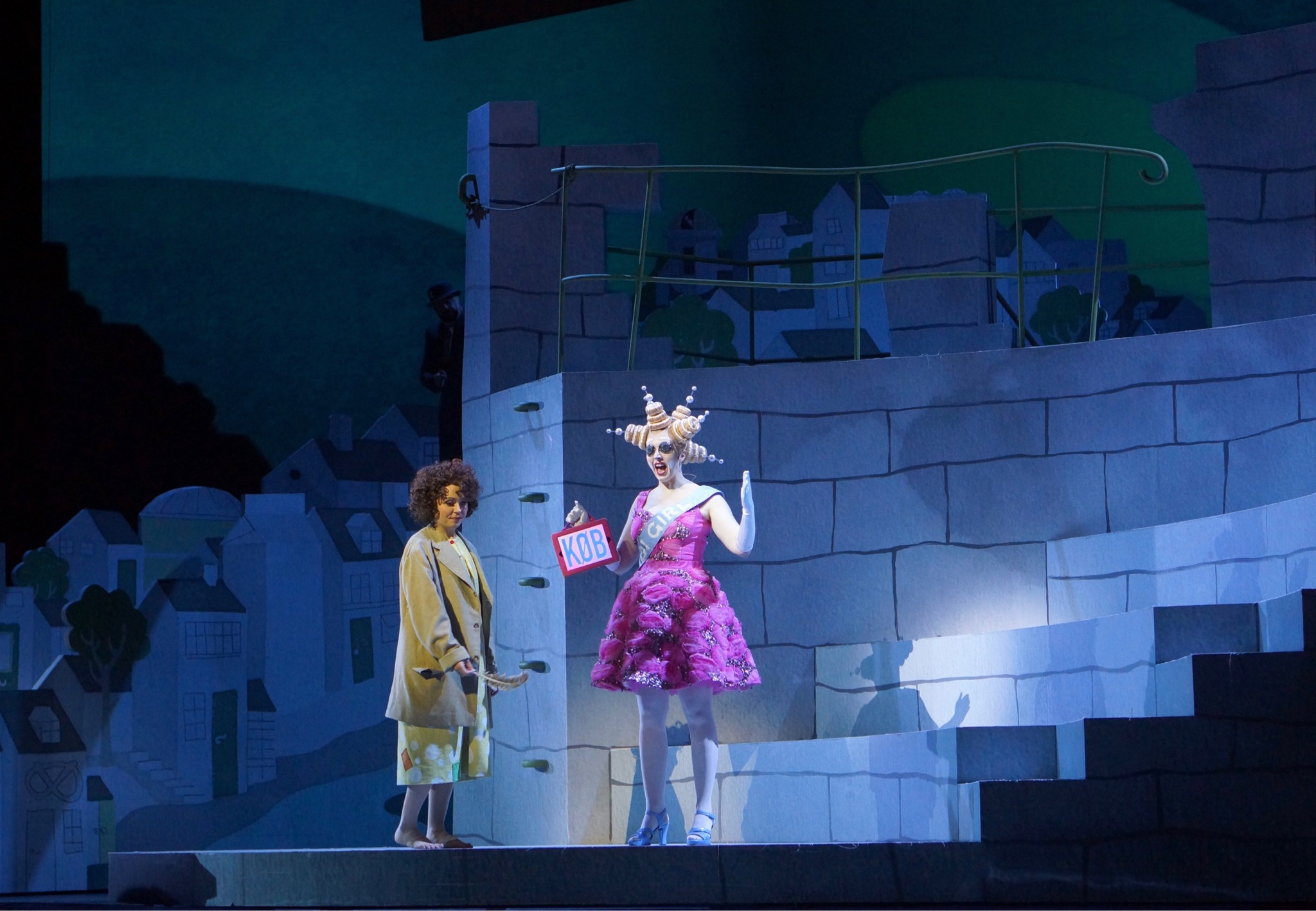
Bibi Girl en Agent blw/553
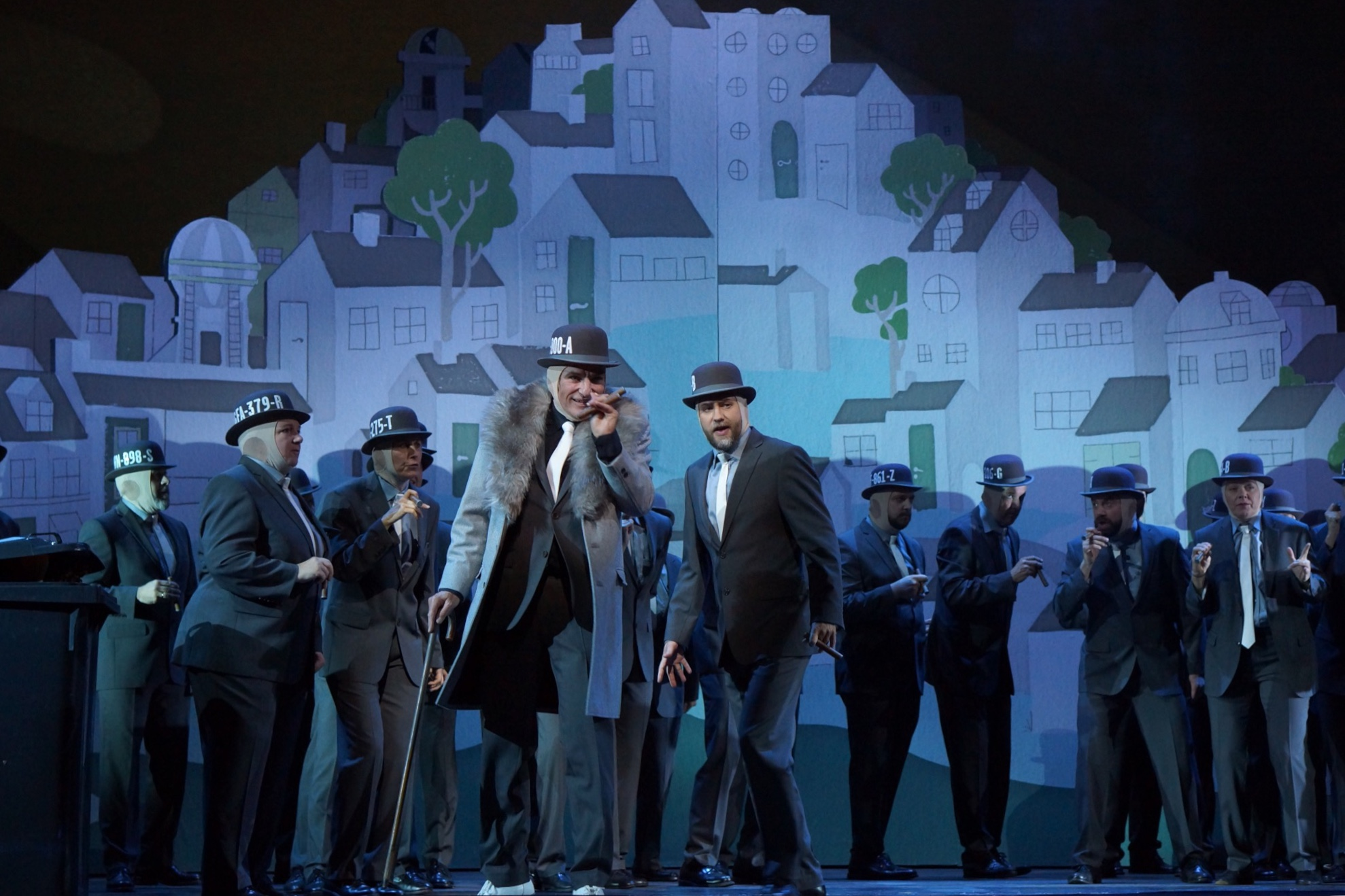
Grijze Heren
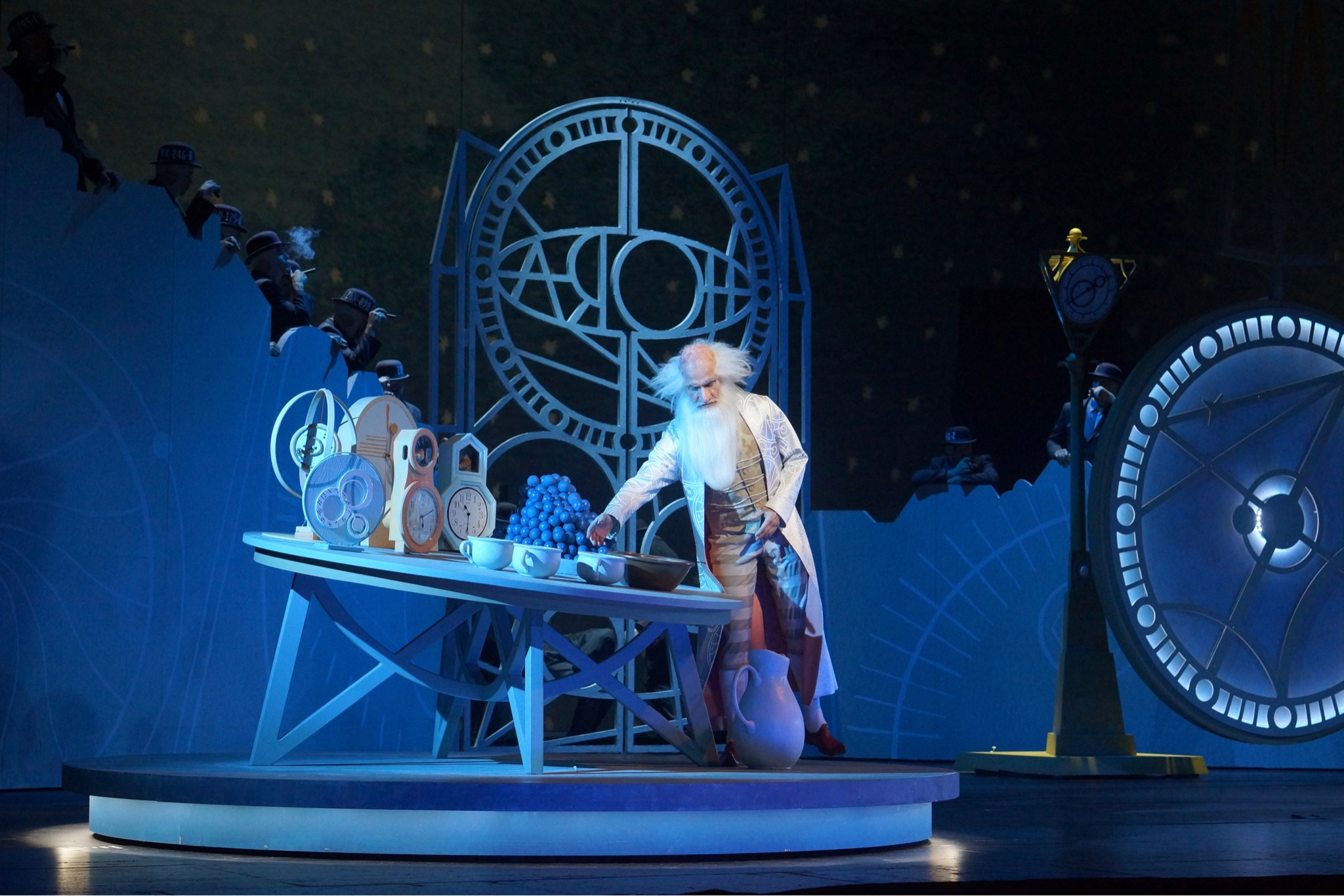
Master Hora
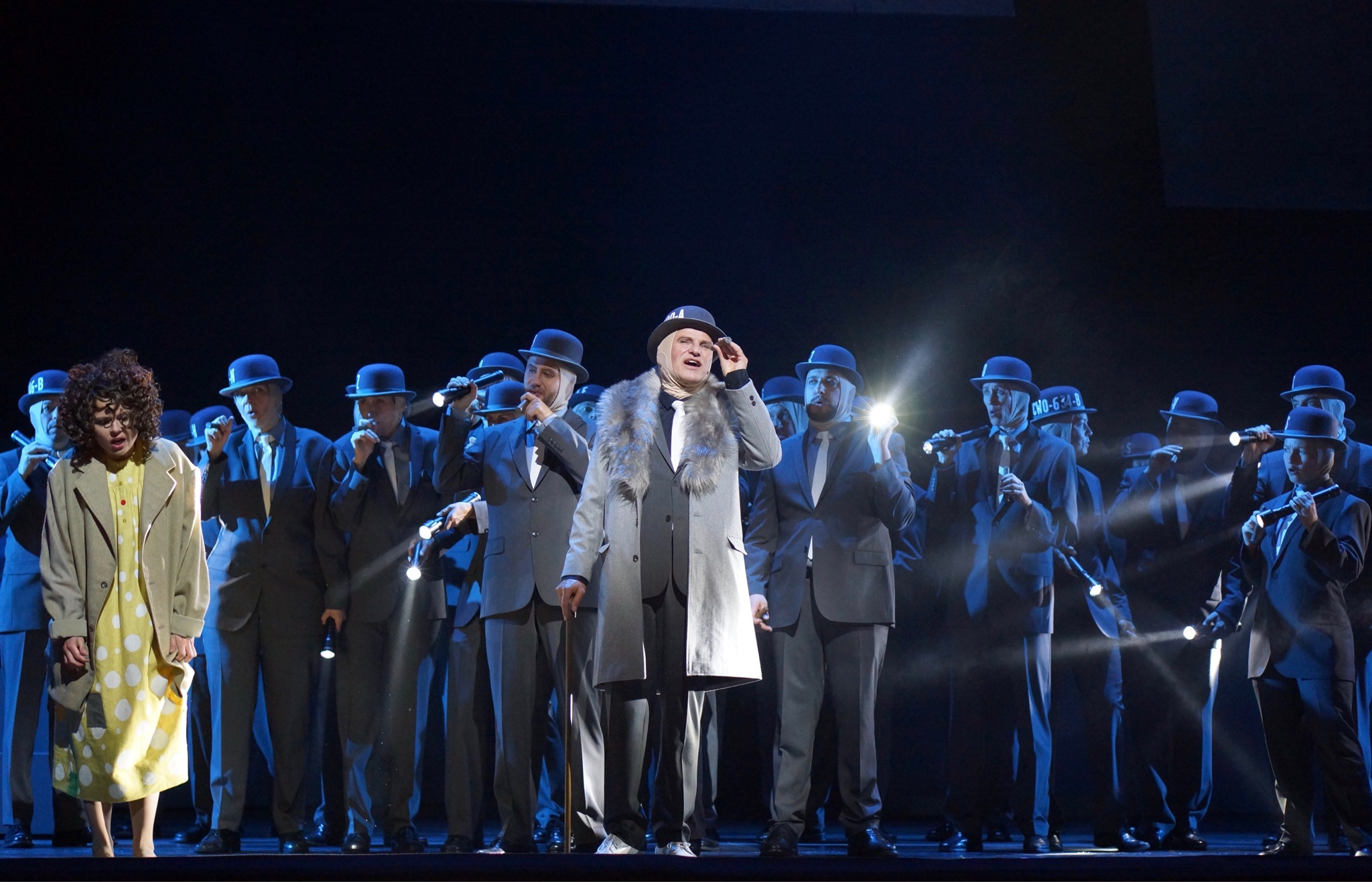
Momo en de Grijze Heren
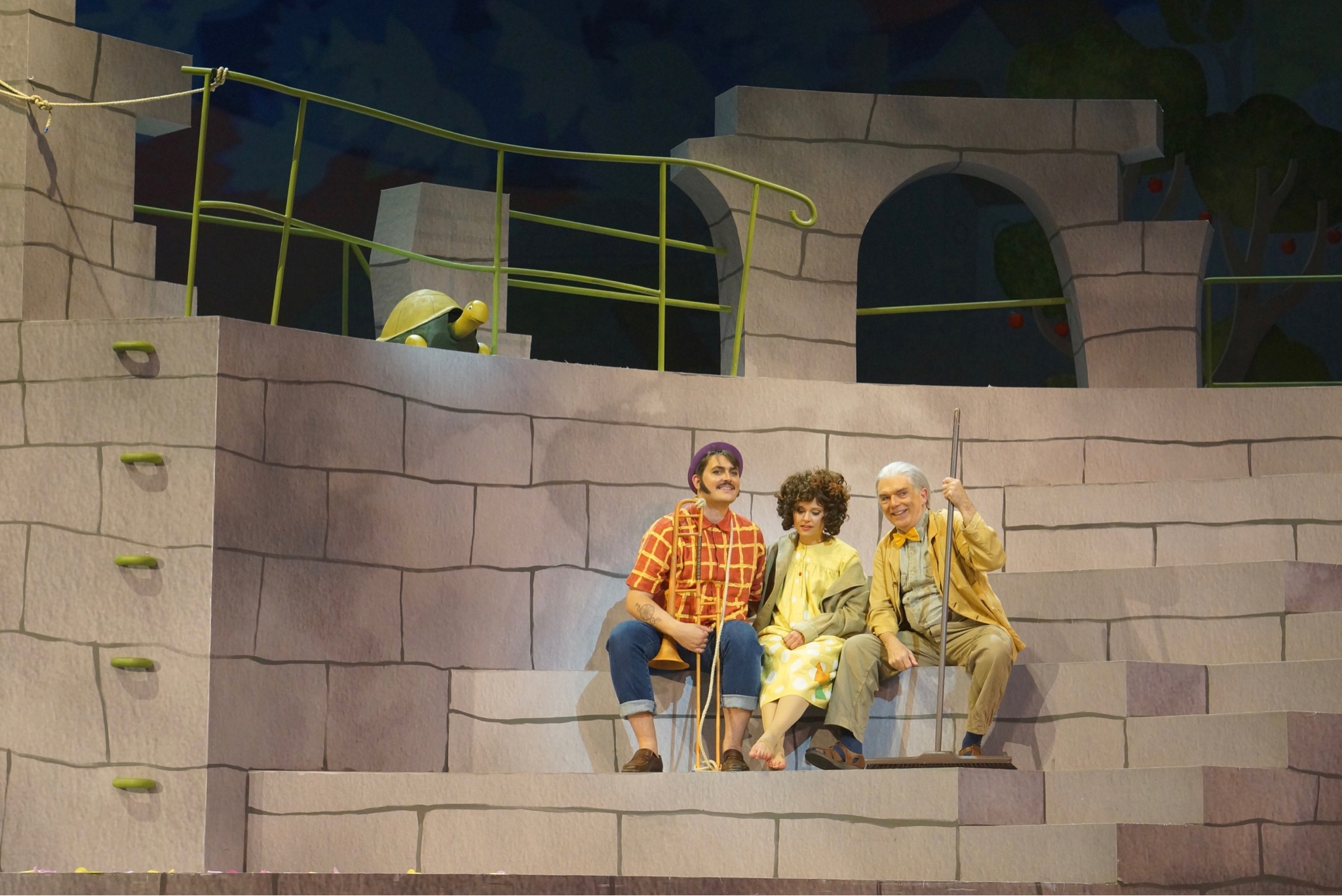
Cassiopeia, Gigi, Momo en Beppo